# Club Deportivo Patria Aragón
El Club Deportivo Patria Aragón fou un antic club de futbol aragonès de la ciutat de Saragossa.
Va néixer l'any 1926 per la fusió del Club Deportivo Patria (fundat el 1923 amb el nom Club Deportivo Tradición) i la Unión Sportiva Aragón (fundat el 1924).

## Palmarès
- Tercera Divisió espanyola de futbol (1): 1929-30 (Grup IV)